# Godin (Mondkrater)
Godin ist ein Einschlagkrater auf der Mondvorderseite südöstlich des Sinus Medii, südlich des Kraters Agrippa.
Die Kraterform ist unregelmäßig und das Innere uneben.
| Buchstabe | Position          | Durchmesser | Link |
| --------- | ----------------- | ----------- | ---- |
| A         | 2,64° N, 9,63° O  | 9 km        |      |
| B         | 0,75° N, 9,76° O  | 11 km       |      |
| C         | 1,52° N, 8,36° O  | 4 km        |      |
| D         | 0,96° N, 8,21° O  | 5 km        |      |
| E         | 1,66° N, 12,33° O | 4 km        |      |
| G         | 1,92° N, 10,95° O | 6 km        |      |

Der Krater wurde 1935 von der IAU nach dem französischen Astronomen Louis Godin offiziell benannt.